# Georg von Dormus

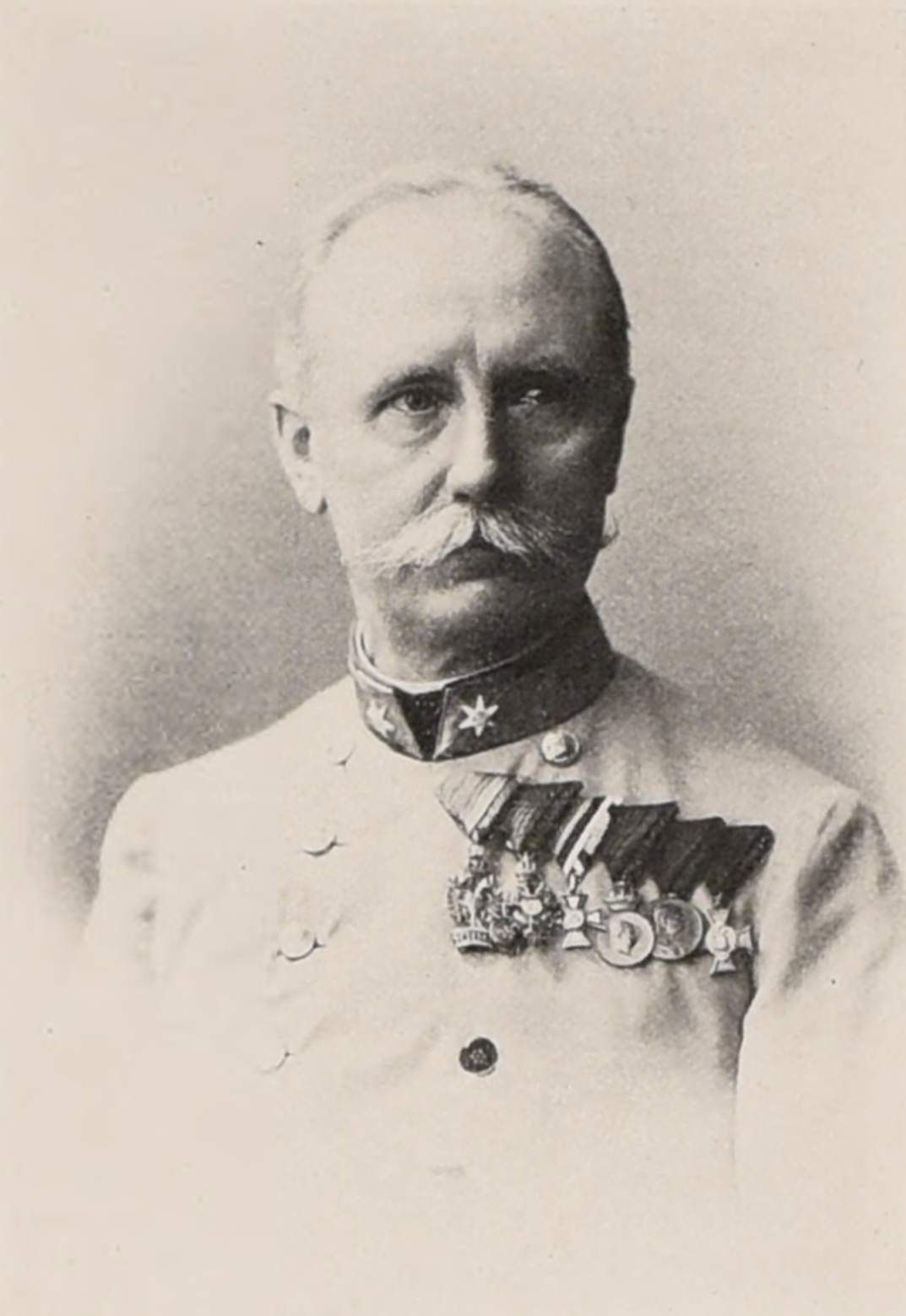
Georg von Dormus (1905)

Georg Ritter von Dormus (* 7. Jänner 1853 in Olmütz, (Mähren); † 27. Juni 1940 in Wien) war ein österreichischer Feldmarschallleutnant und Waffentechniker.

## Leben und militärische Laufbahn
Dormus war der Spross einer altösterreichischen Offiziersfamilie, womit Beruf und Laufbahn bereits vorgezeichnet waren. So absolvierte Dormus die k.u.k. Technische Militärakademie in der Wiener Stiftskaserne und wurde am 1. September 1871 als Leutnant zum 6. Festungs-Artillerie-Bataillon ausgemustert. Es folgte die klassische Karriere eines Artillerieoffiziers mit Besuch des höheren Artilleriekurses und der Artillerie-Schießschule. 1873 wurde er zum 9. Schlesischen Feldartillerie-Regiment versetzt, wo er 1877 zum Oberleutnant der Artillerie befördert wurde. Ab 1881 kehrte er an die k.u.k. Technische Militärakademie als Lehrer für Waffenkunde zurück und unterrichtete dort u. a. Erzherzog Leopold Salvator, Sohn des Karl Salvator, mit der später zusammenarbeiten sollte. 
1882 wurde er zum Hauptmann befördert, 1891 zum 14. niederösterreichisch-mährischen Corps-Artillerieregiment versetzt, 1893 erfolgte die Beförderung zum Major. Nur zwei Jahre später avancierte Dormus zum Kommandanten des 30. Divisions-Artillerieregiments, gleichzeitig erfolgt die Beförderung zum Oberstleutnant. Ab 1896 gehörte er dem Artillerie-Stab der 7. Abteilung im k.u.k. Reichskriegsministerium „Organisation und Administration der Artilleriewaffe und des Artilleriezeugswesens“ an.
1902 wurde Dormus Kommandant des Korpsartillerieregiments Nr. 3 „Erzherzog Wilhelm“ in Graz. 1905 wurde er zum Generalmajor befördert, und in den Jahren von 1907 bis 1911 war er Kommandant der k.u.k. Technischen Militärakademie, die in der Zwischenzeit (1904) aus der Stiftskaserne nach Mödling übersiedelt war. Zwei Jahre vor seiner Versetzung in den Ruhestand, 1912, wurde Georg von Dormus zum Feldmarschalleutnant befördert.
Georg Ritter von Dormus war verheiratet und war Vater eines Sohnes und einer Tochter. Er verstarb am 27. Juni 1940 hochbetagt in Wien. Er wurde am Wiener Zentralfriedhof bestattet.

## Waffentechniker und -konstrukteur
Georg von Dormus machte sich vor allem als Waffenkonstrukteur und -techniker einen Namen. Gemeinsam mit Erzherzog Karl Salvator konnte er im Jahre 1888, nach einigen Modifikationen, dem Reichskriegsministerium eine Mitrailleuse vorführen, die unter der Kurzbezeichnung „Salvator/Dormus“ als Mitrailleuse M.93 in die Ausrüstung der Festen Plätze der Monarchie eingestellt wurde. Das Patent des Systems „Salvator/Dormus“ wurde schließlich von Škoda in Pilsen angekauft und produziert. Die Waffe wurde bei der k.u.k.-Armee erst 1907 durch das Maschinengewehr Schwarzlose abgelöst.
Ein weiteres Projekt (wenn aus zeitgenössischer Sicht auch nicht so erfolgreich), welches in Zusammenarbeit mit dem Erzherzog entstand, war die „Repetierpistole System Carl Salvator und Georg Ritter von Dormus“ oder auch nur „Repetierpistole Dormus“, da der Erzherzog bereits im Jahr der Vorlage 1892 verstarb. Es handelt sich hierbei um eines der frühesten, möglicherweise sogar das früheste Selbstladepistolensystem überhaupt. Von dieser Waffe wurden lediglich 50 Stück produziert, davon 31 für einen Truppenversuch, welcher im Jahre 1897 stattfand. Dabei gestaltete sich u. a. die Handhabung für die Truppe als „zu kompliziert“, auch würden wiederholt „Klemmungen von Patronen“ zwischen Laderaum und Verschluss auftreten. Das System wurde demnach nicht bei der Truppe eingeführt.